# 春日部市立江戸川小中学校
春日部市立江戸川小中学校（かすかべしりつえどがわしょうちゅうがっこう）は、埼玉県春日部市にある公立義務教育学校。

## 概要
校区内の過疎化に伴い、宝珠花小学校、富多小学校、江戸川中学校が統合。旧江戸川中学校の既存校舎を活用し誕生した。

## 沿革
- 2016年（平成28年） - 庄和北部地域学校再編計画を策定。
- 2017年（平成29年）
  - 6月 - 新校名を募集し、春日部市立江戸川学園に決定。
  - 12月13日 - 千葉県の学校法人江戸川学園から「校名を再考していただきたい」と通知を受け、取り消し[1]。
- 2018年（平成30年）3月 - 新校名を春日部市立江戸川小中学校に変更[2]。
- 2019年（平成31年・令和元年）
  - 4月1日 - 埼玉県内初の義務教育学校として開校[2]。
  - 4月9日 - 開校式及び第1回入学式と最初の始業式挙行。
  - 4月19日 - 最初の離任式挙行。
  - 5月25日 - 第1回大運動会開催。
- 2020年（令和2年）
  - 3月13日 - 第1回卒業証書授与式挙行。
  - 3月26日 - 第1回前期課程修了証書授与式（小学校卒業式相当）挙行。